# Tana og Varanger museumssiida
Tana og Varanger museumssiida (nordsamiska: Deanu ja Várjjat Museasiida) är ett museum som bildats av flera lokala samiska museer i Sør-Varanger kommun, Tana kommun och Nesseby kommun i östra Finnmark fylke i Norge.
Tana og Varanger museumssiida är en stiftelse, som bildades 2010 av Sametinget, Sør-Varanger kommun, Nesseby kommun och Tana kommun. Den har ansvar för den dagliga driften av museerna, medan de enskilda museernas byggnader och samlingar ägs av respektive kommun.
Organisationen har elva anställda och huvudkontor vid Varanger samiske museum i Varangerbotn.
I Tana og Varanger museumssiida ingår:
- Varanger samiske museum (Várjjat Sámi Musea) i Varangerbotn, som skildrar sjösamisk kultur och historia i Varanger
- Tana museum (Deanu Musea) i Polmak, ett museum som skildrar den flodsamiska kulturen i Tanadalen
- Äʹvv skoltesamisk museum i Neiden, som skildrar den skoltsamiska kulturen
- Saviomuseet i Kirkenes, ett konstnärsmuseum, som är ägnat är John Savios konstnärskap. Det är samlokaliserat med Grenselandmuseet i Kirkenes.